# Melodic metalcore
Il melodic metalcore è un genere musicale che fonde le caratteristiche tipiche del melodic death metal con il metalcore e, occasionalmente, emo.

## Caratteristiche

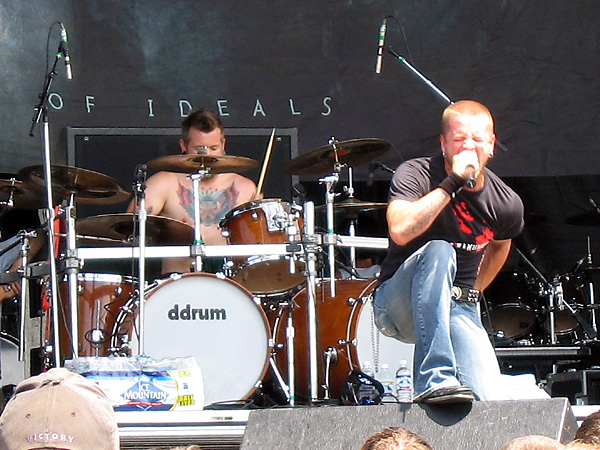
Gli All That Remains in concerto all'Ozzfest nel 2006

I gruppi musicali melodic metalcore possiedono grandi influenze, nei riff di chitarra e nello stile di componimento, provenienti dal melodic death metal svedese, specialmente da band come At the Gates, Arch Enemy, In Flames e Soilwork. Nonostante lascino molto spazio all'utilizzo di melodie strumentali, una delle caratteristiche più importanti è la compresenza dello stile di canto pulito e, all'opposto, di tecniche death come growl e screaming. Può presentare anche riff di chitarra armonici, tremolo picking, batteria a doppio pedale e breakdown in puro stile metalcore. Non è raro, infine, trovare delle influenze provenienti dal glam metal anni ottanta: in alcuni gruppi, come i Shadows Fall, questa caratteristica è stata apprezzata, mentre in altri è stata decisamente criticata.

## Storia
Nei primi anni 2000, alcuni gruppi diedero vita a questo nuovo ramo della musica metalcore, in collaborazione con etichette discografiche come Century Media Records, Roadrunner Records e Metal Blade Records.
La popolarità del genere crebbe velocemente: nel 2001 il secondo album degli statunitensi Killswitch Engage, Alive or Just Breathing, debuttò direttamente alla 37ª posizione della Billboard 200 e gettò le basi per tante altre band del genere. I loro successivi album The End of Heartache del 2003 e As Daylight Dies del 2005 (considerato una pietra miliare del genere) ottennero ancor più successo, e in quegli anni il gruppo venne nominato per tre volte al Grammy Awards. Nel 2004 l'album degli Shadows Fall The War Within debuttò in posizione numero 20 nella Billboard 200; il singolo Two Weeks degli All That Remains raggiunse 9ª posizione della classifica Mainstream Rock Tracks e la 38ª della Modern Rock Tracks; nel 2007. Il singolo Nothing Left degli As I Lay Dying fu nominato per un Grammy Award nella categoria "Best Metal Performance". An Ocean Between Us (l'album contenente Nothing Left) stesso riscosse un gran successo, debuttando in ottava posizione nella Billboard 200. Il terzo album dei Bullet for My Valentine, Fever, debuttò, invece, in 3ª posizione, vendendo più di 71 000 copie negli Stati Uniti nella prima settimana e più di 21.000 nel Regno Unito solo in tutto il 2010. 
Anche i The Devil Wears Prada ottennero un discreto successo con il loro terzo album, With Roots Above and Branches Below, raggiungendo l'undicesima posizione nella Billboard 200. I Trivium raggiunsero la top 25 in diverse classifiche nazionali, e la top 10 in Australia e Regno Unito, conquistando anche un disco d'oro in quest'ultimo Stato. L'album del 2011 Dead Throne del The Devil Wears Prada debuttò in nona posizione nella Billboard 200, vendendo 32 400 copie nella prima settimana.